# Niklas Brobst von Effelt

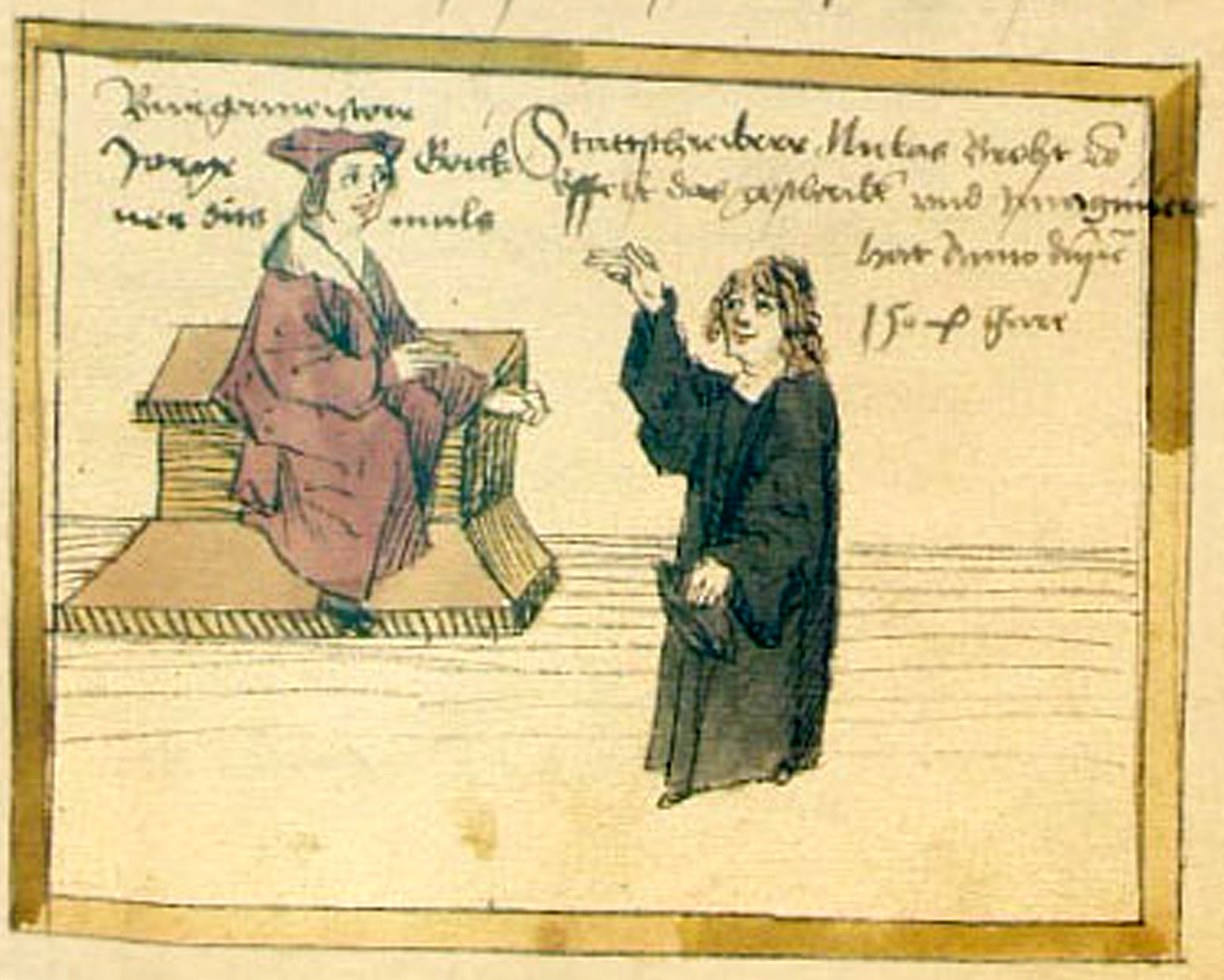
Niklas Brobst (rechts) legt den Amtseid als Stadtschreiber ab, Volkacher Salbuch (fol. 406r)

Niklas Brobst von Effelt (auch Niklas Brobst; * nach 1450 in Eichfeld, heute Volkach; † um 1506 in Volkach) war Notar und Stadtschreiber in der unterfränkischen Stadt Volkach. Er trat als Verfasser des Volkacher Salbuchs hervor, einer Rechtskodifzierung, die das Stadtrecht der Amtsstadt im Spätmittelalter und in der Frühen Neuzeit festschrieb.

## Leben und Wirken
Zwischen 1450 und 1455 wurde Niklas Brobst im Dorf Eichfeld geboren, das damals zur Grafschaft Castell gehörte. Über seine Eltern ist nur sehr wenig bekannt. Lediglich die Namen der beiden sind überliefert: Sie hießen Hans und Anna Brobst. Über die frühe Ausbildung des jungen Niklas ist nichts Genaues bekannt. Erst mit dem Beginn seines Studiums wurde er in den Quellen wieder fassbar. Niklas nahm eine geistliche Laufbahn im Zisterzienserkloster in Ebrach auf, erhielt hier auch die Niedere Weihe.
Bald darauf brach Brobst die Ausbildung zum Priester jedoch ab. Er heiratete die aus Volkach stammende Barbara Geickner, zog mit ihr nach Wildbad im Schwarzwald und unterrichtete dort als Schulmeister. Dort wurden am 19. Januar 1476 die Zwillinge Sebastian und Antonia Brobst geboren. Seinen Eltern teilte er seine Entscheidung, ein weltliches Leben führen zu wollen, in einem Brief im Jahr 1477 mit, in dem er auch seine baldige Heimkehr nach Franken anbot.
Im Jahr 1478 oder 1479 kehrte Brobst zurück, nahm im nahegelegenen Prichsenstadt eine Schulmeisterstelle an, die er bis 1480 innehatte. Mit der Erwerbung eines Hauses in Volkach durch Niklas’ Vater Hans wurde die Stadt ab 1480 ständiger Wohnsitz der Familie. Im Jahr 1481 gab Johann Hümpferer, Rektor der Lateinschule und Stadtschreiber, aus Altersgründen sein Amt auf und Niklas Brobst bewarb sich um die Stelle. Am 22. Februar 1481 legte er vor dem Würzburger Stadtschultheißen und dem Oberbürgermeister seinen Amtseid ab.
Einige Jahre später, 1491, zog die Familie in ein standesgemäßes Haus am Marktplatz der Stadt. Niklas Brobst, der sich nun „von Effelt“ nannte, wohl um seine Herkunft zu unterstreichen, erwarb Weinberge, kaufte und verkaufte Grundstücke und handelte mit Wein. 1499 wurde der Sohn Sebastian Gehilfe seines Vaters. Mit ihm zusammen verfasste Niklas im Jahr 1504 auch das Volkacher Salbuch, das seine Karriere bekrönte.
Notwendig war das Werk durch die Aufteilung der Stadt geworden. Drei Stadtherren, der Würzburger Fürstbischof, die Grafen von Henneberg und die Herren von Weinsberg verfügten über Volkach, das unter einer Teuerung und schlechten Ernten zu leiden hatte. Brobst drückte in seinem Werk auch das Missfallen über die Situation aus. Gleichzeitig erkannte er die Notwendigkeit, die einsetzende Verwaltung und Verrechtlichung voranzutreiben und festzuhalten.
Mit dem Salbuch entstand ein juristisches Standardwerk, das im deutschen Sprachraum in der damaligen Zeit wohl einmalig war. Gegen Ende seines Lebens versuchte Brobst zusammen mit seinem Sohn die Verwaltung der Stadt weiter zu reformieren. Um das Jahr 1506 starb Niklas Brobst von Effelt, „Alt Staatschreyber“ in Volkach. Sein Sohn Sebastian übernahm die Stelle als Stadtschreiber und Notar. Die Stadt Volkach ehrte im 20. Jahrhundert den Notar mit der Niklas-Brobst-Straße.

## Werk
- Niklas Brobst: Das Volkacher Salbuch. Volkach 1504.